# Alfred Bournye
Alfred Bournye (* 1825 in Düsseldorf; † nach 1858) war ein deutscher Historien- und Porträtmaler sowie Lithograf der Düsseldorfer Schule.

## Leben

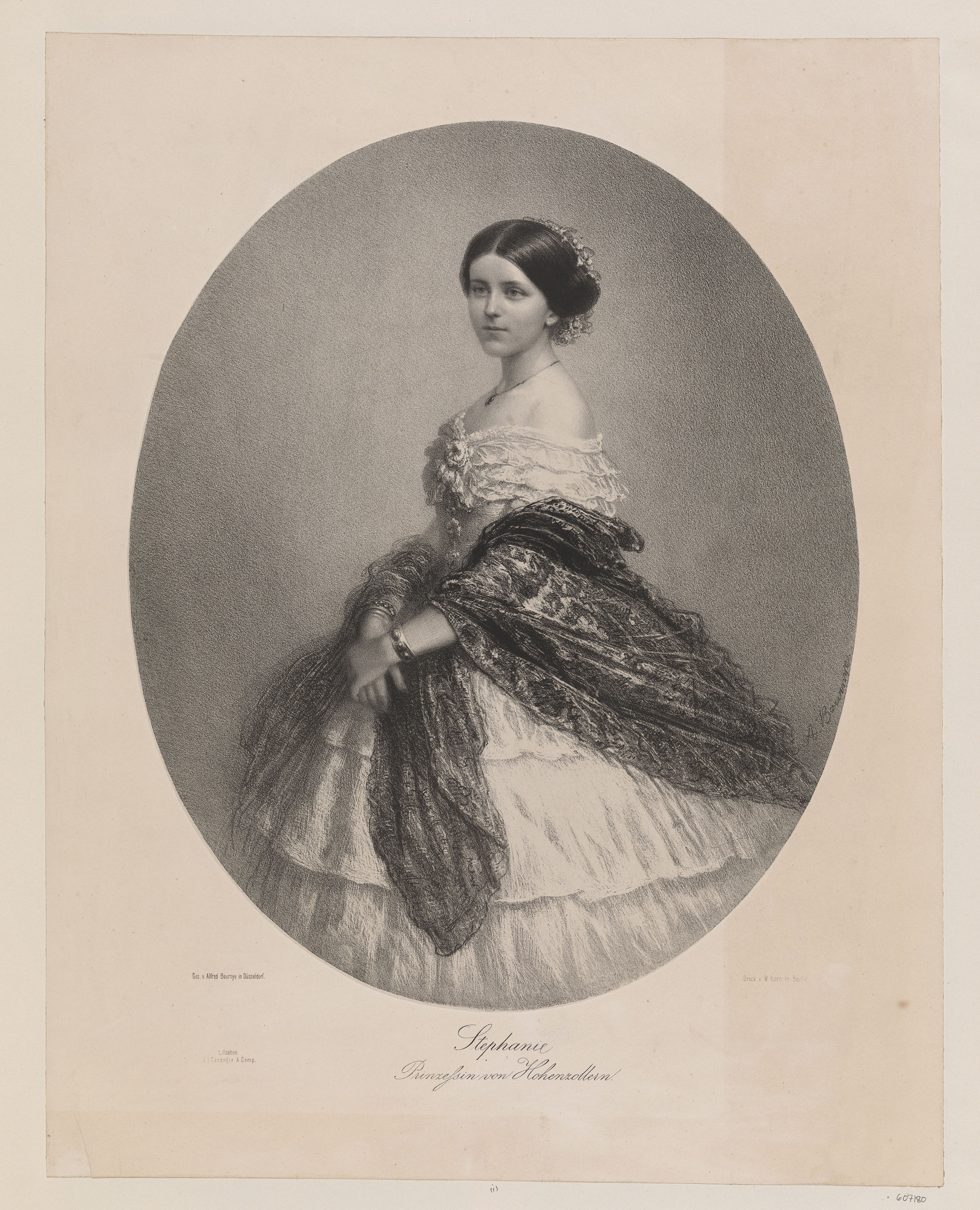
Stephanie Prinzessin von Hohenzollern

Alfred Bournye war Sohn des Düsseldorfer Sanitätsrats Carl Leopold Bournye (1787–1865), des Leiters der Departemental-Irrenanstalt zu Düsseldorf, und dessen Ehefrau Rudolphine Henriette Ernestine Sophie Amalie von Byern (1792–1837) sowie Bruder des späteren Landrats Gustav Bournye.
Bournye besuchte die Kunstakademie Düsseldorf von 1838 bis 1845. Dort waren Rudolf Wiegmann, Karl Ferdinand Sohn und Akademie-Direktor Wilhelm von Schadow seine Lehrer. In den 1840er Jahren trat er mit historischen Gemälden in Erscheinung, die er im Kunstverein für die Rheinlande und Westfalen oder im Kölnischen Kunstverein ausstellte. Später profilierte er sich vor allem als Lithograf, wozu er sich in Frankreich hatte ausbilden lassen. Noch 1859 war er im gleichen Haus wie sein Vater an der Alleestraße 13 in Düsseldorf gemeldet.

## Werke (Auswahl)
- Herzog Alba bei der Hinrichtung der Grafen Egmont und Hoorn, 1844[8]
- Eleonora, Gemahlin König Heinrichs II., stellt ihrer Nebenbuhlerin Rosamunde die Wahl, durch Gift oder Dolch zu sterben, 1845
- Thisbe, an der Wand lauschend, 1847
- Eine liegende Odaliske, 1847
- Ein Edelknabe mit einem Falken, 1855, Lithografie nach einem Gemälde von Thomas Couture[9]
- Katharina von Medicis den spanischen Gesandten empfangend, Lithografie nach Eugène Isabey
- Seydlitz bei Roßbach[10]
- Prinz Heinrich von Preußen, Kreidelithografie nach Wilhelm Camphausen, um 1870[11]